# Leone Lane
Leone Lane (* 17. November 1908 in  Boston, Massachusetts; † 28. März 1993 in Los Angeles, Kalifornien) war eine US-amerikanische Schauspielerin der Stummfilmzeit und der Zeit der frühen Tonfilme.

## Leben
Lane wurde durch den Regisseur Al Herman für den Film entdeckt. Paramount Pictures nahm sie unter Vertrag und sie spielte in Josef von Sternbergs Film Eine Nacht im Prater neben Esther Ralston  deren Freundin Pepi.
Eine ähnliche Rolle spielte sie dann in dem Film  The Saturday Night Kid. In der Tonfilmära wurde sie nur noch mit sehr kleinen Nebenrollen besetzt.
Leone Lane starb im Alter von 85 Jahren in der Folge einer arteriosklerotischen Herz-Kreislauf-Erkrankung.

## Filmografie (Auswahl)
- 1928: You Just Know She Dares ’Em
- 1929: Im Banne des Weibes (The Wolf Song), als Tänzerin
- 1929: Eine Nacht im Prater (The Case of Lena Smith), als Pepi
- 1929: Der Mann mit den zwei Frauen (The Saturday Night Kid), als Pearl
- 1929: Tausend Dollar Belohnung (Stairs of Sand)
- 1929: Aschermittwoch (Betrayal)
- 1935: Das Schiff des Satans (Dante’s Inferno), als Lucrezia Borgia